# Renault 11CV
Renault 11CV est l’appellation commerciale d'une automobile de la marque Renault produite de 1912 à 1914.
Durant sa carrière, la voiture a connu des évolutions, correspondant à quatre types différents :
- Renault Type CQ (1912–1913)
- Renault Type DM (1913–1914)
- Renault Type ER (1915–1916)
- Renault Type FK (1917–1919)

## Liens externes

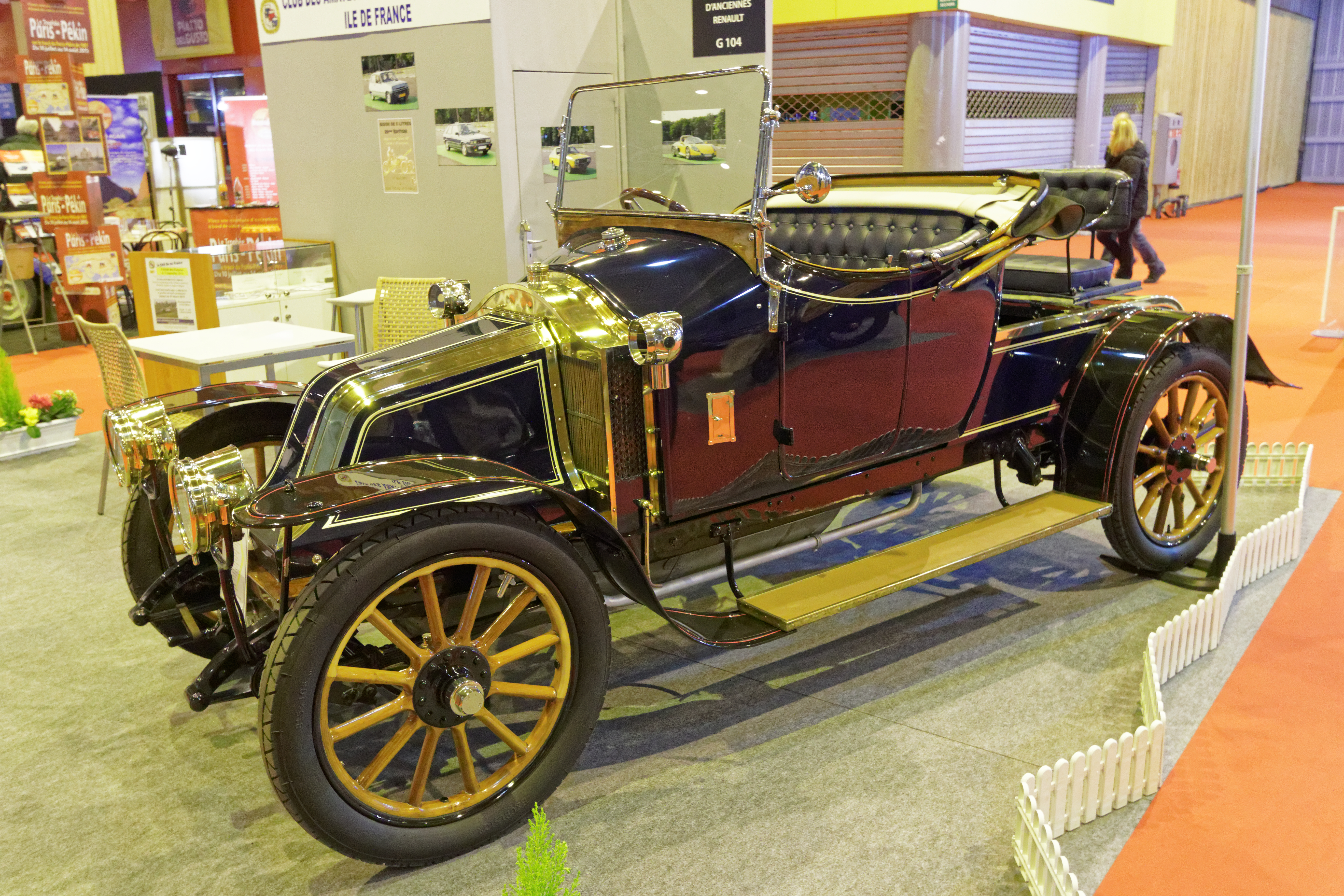
Une Renault Modèle CQ de 1912.